# Бронепалубни крайцери тип „Пърл“
Пърл (на английски: Pearl) са серия бронепалубни крайцери от 3-ти ранг, на Британския Кралски флот построени през 1880-те – 1890-те години на 19 век. Представляват вариант на крайцерите от 2-ри ранг „Маратон“, но с по-малки размери. Първоначално всички кораби следва да имат имена започващи с „Р“, но впоследствие част от тях са предадени на доминиона Австралия и получават местни имена. Всичко от проекта са построени 9 единици: „Пърл“ (на английски: HMS Pearl), „Катумба“ (на английски: HMS Katoomba), „Милдура“ (на английски: HMS Mildura), „Палас“ (на английски: HMS Pallas), „Феб“ (на английски: HMS Phoebe), „Филомел“ (на английски: HMS Philomel), „Рингарума“ (на английски: HMS Ringarooma), „Тауранга“ (на английски: HMS Tauranga) и „Валару“ (на английски: HMS Wallaroo). След тях флота предпочита да развива по-малки кораби, наследници са крайцерите от типа „Пелорус“.

## Конструкция
В качеството на прототип са взети корабите от типа „Медея“, спонсоните са оставени само в средната част – там, където те не заливани от вода. На новите кораби разположението на въоръжението се оказва напълно удачно. Крайцерите получават корпуси проектирани именно като крайцерски корпуси – с двойно дъно по цялото протежение на машинно-котелните отделения и погребите, тридесет водонепроницаеми отсека, включа въглищните ями и пояс от кофердами по водолинията.

## История на службата
| Име                    | Заложен            | Спуснат на вода     | Влиза в строй      |
| ---------------------- | ------------------ | ------------------- | ------------------ |
| HMS Katoomba (Пандора) | 15 август 1888 г.  | 27 август 1889 г.   | 24 март 1891 г.    |
| HMS Mildura            | 15 август 1889 г.  | 25 ноември 1889 г.  | 18 март 1891 г.    |
| HMS Pallas             | 1 юли 1889 г.      | 30 юни 1890 г.      | 30 юни 1891 г.     |
| HMS Pearl              | 1 април 1889 г.    | 29 август 1890 г.   | октомври 1892 г.   |
| HMS Phoebe             | 23 април 1889 г.   | 1 юли 1890 г.       | 1 декември 1892 г. |
| HMS Philomel           | 8 май 1889 г.      | 28 август 1890 г.   | 10 ноември 1891 г. |
| HMS Ringarooma         | 6 декември 1888 г. | 10 декември 1889 г. | 3 февруари 1891 г. |
| HMS Tauranga           | 1 декември 1888 г. | 28 октомври 1889 г. | 27 януари 1891 г.  |
| HMS Wallaroo           | 16 август 1888 г.  | 5 февруари 1890 г.  | 31 март 1891 г.    |